# Efter att ha tillbringat en natt bland hästar
Efter att ha tillbringat en natt bland hästar är en diktsamling från 1997 av den finlandssvenska författaren Tua Forsström. Den har ett tema av friheten att finnas till, som ofta representeras av djur och i synnerhet hästar. Boken består av 26 dikter som har formen av brev, varav flera är adresserade till den ryske filmregissören Andrej Tarkovskij. Dikterna innehåller många citat från böcker och filmer.
Boken tilldelades Nordiska rådets litteraturpris 1998, i tävlan för Finland. I prismotiveringen kallades boken "en mångbottnad diktsamling med stråk av humor och sorg. Den är tematiskt sammanhållen, musikalisk och har stark närvaro i nuet."